# George A. Bartlett House
Het George A. Bartlett House (ook Knights of Columbus Hall) is een monument in het National Register of Historic Places in Tonopah. Het gebouw werd gebouwd in 1907 als woonhuis voor George A. Bartlett. Bartlett verliet het huis echter na er minder dan een jaar gewoond te hebben door de gevolgen van de  Paniek van 1907. Op 20 mei 1982 werd het gebouw tot monument benoemd vanwege zijn voormalige eigenaar, Bartlett, en vanwege de architecturale kwaliteiten van het gebouw. Het George A. Bartlett House was destijds verlaten en in slechte staat.
Het George A. Bartlett House telt 2,5 verdieping en is gebouwd in de Eastern Shingle Style op een hellend perceel. Het gebouw, dat een asymmetrisch grondplan heeft, beschikt over een stenen fundering en over stenen muren en pijlers die het gebouw ondersteunen. De rest van de muur bestaat uit houten muurvlakken. Het dak bestaat uit dakleien die twee hoofdpuntgevels vormen. De hoofdpuntgevels kruizen elkaar. Daarnaast bevinden zich op het dak nog drie kleinere puntgevels.